# Mission de vérification des Nations unies en Angola I
La Mission de vérification des Nations unies en Angola I (en anglais : United Nations Angola Verification Mission I ou UNAVEM I) a été l'une des trois mission de maintien de la paix des Nations unies successives en Angola, sur les quatre missions déployées au total pendant la guerre civile angolaise. Elle a été suivie par l'UNAVEM II et l'UNAVEM III. Elle fut établie le 20 décembre 1988 par la résolution 626 du Conseil de sécurité des Nations unies, pour superviser le retrait des troupes cubaines,. Cette mission a été un succès.

## Contexte
Depuis l'indépendance de l'Angola en 1975, une guerre civile a dévasté le pays. La tentative du Portugal d'utiliser les pourparlers d'Alvor au Portugal pour planifier une transition pacifique vers l'indépendance a échoué. Les combats ont continué. Les parties étaient : Mouvement populaire de libération de l'Angola (Movimento Popular de Libertação de Angola ou MPLA), Front national de libération de l'Angola (Frente Nacional da Libertação de Angola ou FNLA) et Union nationale pour l'indépendance totale de l'Angola (União Nacional para a Independência Total de Angola ou UNITA). L'importance militaire du FNLA a rapidement diminué et le MPLA, soutenu par l'Union soviétique et Cuba, et l'UNITA, soutenue par les États-Unis et la République d'Afrique du Sud, ont mené l'une des guerres par procuration typiques de la guerre froide.
Avec la fin prévisible de la guerre froide en 1988, la guerre civile en Angola n'était plus un terreau fertile. Les troupes cubaines n'étaient plus en mesure de tenir le coup face à la pression politique croissante et à la diminution des stocks d'armes en Angola.

## Développement
La Mission a été créée en 1988 par la résolution 626 du Conseil de sécurité des Nations unies à la demande des gouvernements de l'Angola et de Cuba. La mission de l'UNAVEM I était de vérifier le retrait des troupes cubaines au nord et leur retrait complet ultérieur de l'Angola conformément aux accords conclus par les deux gouvernements. Ce retrait a été achevé le 25 mai 1991, avec un mois d'avance sur le calendrier. Le 6 juin 1991, le secrétaire général des Nations unies a indiqué au Conseil de sécurité que l'UNAVEM I avait pleinement accompli sa mission.
L'UNAVEM I était commandée par le brigadier-général Péricles Ferreira Gomes du Brésil. Le quartier général était à Luanda.

## Contributeurs du personnel militaires et police civile
Dix États ont détaché 70 observateurs militaires, soutenus par du personnel civil international et recruté localement : Algérie, Argentine, Brésil, Congo, Espagne, Inde, Jordanie, Norvège, Tchécoslovaquie, Yougoslavie.

## Pertes
Durant cette mission, il a été déploré aucun décès.

## Source
- (de) Cet article est partiellement ou en totalité issu de l’article de Wikipédia en allemand intitulé « United Nations Angola Verification Mission I » (voir la liste des auteurs).